# MacKenzie Scott
MacKenzie Scott (San Francisco (Californië), 7 april 1970) is een Amerikaanse schrijfster en filantroop. Voor haar debuutroman ontving zij de American Book Award. Ze was gehuwd met Amazon-oprichter Jeff Bezos.

## Levensloop
Scott werd geboren als MacKenzie Scott Tuttle. Haar vader was een financieel adviseur en haar moeder huisvrouw. Scott studeerde Engels aan de Princeton-universiteit, waar ze onderwijs kreeg van Nobelprijswinnares Toni Morrison die haar beschreef als "een van de beste studenten die ik ooit in mijn lessen heb gehad".  Na het behalen van een bachelor in 1992 vond zij werk bij een investeringsmaatschappij in New York. Daar leerde ze Jeff Bezos kennen, met wie ze binnen een jaar getrouwd was.
Het net gehuwde stel verhuisde in 1994 naar Seattle en begonnen het bedrijf Amazon. Scott was een van de eerste werknemers en hield zich bezig met het bedrijfsplan, de boekhouding en verzending van bestellingen. Zij deed later een stap terug en richtte zich op hun gezin, zij hebben samen vier kinderen, en haar schrijverscarrière. MacKenzies debuutroman The Testing of Luther Albright verscheen in 2005. Daarvoor ontving zij de American Book Award. Haar tweede roman Traps kwam in 2013 uit.
Bezos en Scott gingen in 2019 uit elkaar. Zij kreeg een kwart van de Amazon-aandelen die haar man nog bezat, goed voor 35,6 miljard Amerikaanse dollar. Daarmee was zij meteen een van de rijkste personen ter wereld. Door de toegenomen waarde van de aandelen werd haar bezit tegen het einde van 2020 op meer dan zestig miljard dollar geschat. Daarmee was zij de rijkste vrouw ter wereld.
Scott ondertekende in maart 2019 The Giving Pledge. Dit is een door Warren Buffet en Bill Gates gelanceerde campagne waarbij de rijken der aarde beloven om minimaal de helft van hun bezit aan goede doelen te spenderen. Rond november 2021 had MacKenzie al meer dan negen miljard dollar van haar bezit weggeschonken, onder andere aan organisaties die de getroffenen hielpen van de Coronapandemie. MacKenzie onderscheidde zich van veel andere ondertekenaars van de "Pledge" door haar naam niet te verbinden aan een schenking en weinig tot geen eisen te stellen aan hoe de ontvanger het geld besteedt. Vanwege haar grote invloed in het wereldje van de filantropie benoemde het Amerikaanse zakenblad Forbes haar in 2021 tot de machtigste vrouw van de wereld.

## Persoonlijk
Scott en Bezos kregen drie zonen en adopteerden een meisje uit China. Na hun scheiding veranderde zij haar achternaam naar Scott, wat oorspronkelijk haar tweede voornaam was. In maart 2021 kwam naar buiten dat Scott opnieuw getrouwd was, ditmaal met een scheikundeleraar van wie ze in september 2022 weer scheidde.